# 淳于
淳于（じゅんう）は、漢姓のひとつ。『百家姓』の425番目。

## 由来
春秋時代に州国または淳于国という小国があった（現在の山東省安丘市）。のちに国名を氏とした。
のち、唐の憲宗の諱が「淳→純」であったため、同音の「淳」を避けて「于」一字のみにしたという。

## 著名な人物
- 淳于髠 - 戦国時代の斉の学者。
- 淳于越（中国語版） - 秦の学者。
- 淳于意 - 前漢の医者。
- 淳于長 - 前漢の役人。
- 淳于瓊 - 後漢の武将。
- 淳于誕 - 北魏の軍人。
- 淳于量 - 南北朝時代の梁・陳の軍人。
- 鑑真 - 唐の僧。俗姓は淳于。日本に渡った。

### 架空の人物
- 淳于導 - 『三国志演義』に登場する武将。
- 淳于棼 - 『太平広記』に収める伝奇小説「南柯太守伝」の主人公。